# Azibiidae
Azibiidae — вимерла родина викопних приматів пізнього раннього або раннього середнього еоцену з формації Гліб-Зегду в районі Гур-Лазіб в Алжирі. Вважається, що вони пов'язані з нинішніми лемурами та лорізоїдами (відомими як стрепсирріни), хоча палеоантропологи, такі як Марк Годіно, стверджують, що вони можуть бути ранніми мавпами. Родина містить роди Azibius і Algeripithecus, останній з яких спочатку вважався найстарішою відомою мавпою, а не стрепсирріном.
Спочатку описаний як тип плезіадапіформних (вимерла група деревних ссавців, які вважаються сестринською групою клади приматів). Менш фрагментарні останки, виявлені між 2003 і 2009 роками, продемонстрували тісний зв'язок між Азібієм і Альгеріпітеком. Описи таранної кістки (кістки щиколотки) у 2011 році допомогли посилити підтримку статусу Azibius і Algeripithecus як стрепсірріну, що вказує на те, що еволюційна історія лемурів та їхніх родичів сягає корінням в Африку. Подібним чином, якщо азибіїди є мавпами, це підтвердить гіпотезу, що мавпи походять з Африки, а не з Азії.
Азібіїди були приматами невеликого розміру: Algeripithecus minutus важив від 65 до 85 г, Azibius trerki — приблизно 115—160 г, а неназваний вид Azibius був значно більшим, важить приблизно від 630 до 920 г.